# Джон Вільямс (рефері)
Джо́н Ві́льямс (англ. John Williams; нар.8 червня 1937) — валлійський колишній професіональний рефері зі снукеру.

## Біографія та кар'єра
Вільямс народився в валлійському місті Рексхем. Він отримав гарну освіту і влаштувався працювати на сталеливарному заводі. Джону пропонували почати кар'єру професійного футболіста в англійському клубі Болтон Вондерерс, однак він відмовився через те, що не зміг поєднувати графік своєї основної роботи з іграми клубу.
Після приблизно 20 років роботи на сталеливарному заводі Джон Вільямс звільнився і став співробітником міністерства у справах зайнятості. У той же час він регулярно виступав за команду з крикету, що складалась з працівників державних установ Рексхему.
Вільямс розпочав кар'єру рефері на початку 1960-х, але тільки у 1981 отримав статус професійного рефері. Він був одним з провідних представників цієї професії у снукері — з 1976 по 2002 рік Джон 7 раз судив фінальні матчі чемпіонатів світу, включаючи такі відомі, як фінали турнірів 1985, 1994 та 2002 років. Також він був головним рефері на турнірі Pot Black у 1980-х і судив матч чемпіонату світу 1983 року, в якому Кліфф Торбурн зробив максимальний брейк . А у 1973-у, також на світовій першості, Вільямс, який обслуговував чвертьфінальний матчу між Алексом Хіггінсом та Фредом Девісом, став свідком того, як дощ перервав гру. Хоча матч в цілому не висвітлювався телебаченням, оператори Granada Television встигли зняти цей унікальний випадок. Згодом це принесло популярність Вільямсу.
Джон завершив свою кар'єру в 2002, після фіналу чергового чемпіонату світу.